# Trematodon fendleri
Trematodon fendleri är en bladmossart som beskrevs av C. Müller 1879. Trematodon fendleri ingår i släktet tranmossor, och familjen Bruchiaceae. Inga underarter finns listade i Catalogue of Life.